# Richard Boni Ouorou
Richard Boni Ouorou, né le 22 décembre 1975 à N'Dali, au Bénin est un homme politique et écrivain béninois. Il est président et fondateur de la Fondation les Terrienes-Terriennes, et président du Mouvement Liberal.

## Biographie
Politologue, Richard Boni Ouorou est détenteur d'une maîtrise en ingénierie commerciale à HEC Abidjan, d'une autre en science politique à l'université de Montréal en 2018.
Socio économiste et consultant, il est spécialiste du développement des marchés en Afrique de l'Ouest.
Actuellement[Quand ?] au Canada, il appartient à l'équipe du Premier ministre Justin Trudeau.

## Ouvrages
- Projet pour un bénin démocratique, septembre 2020[3].